# جوفان إيليك
جوفان إيليك هو كاتب وشاعر وسياسي صربي، ولد في 15 أغسطس 1824 في Resnik, Belgrade ‏ في صربيا، وتوفي في 12 مارس 1901 في بلغراد في صربيا.